# La Belle Marinière (film, 1932)
Pour les articles homonymes, voir La Belle Marinière.
Pour plus de détails, voir Fiche technique et Distribution.
La Belle Marinière est un film français, réalisé par Harry Lachman en 1932, d'après la pièce éponyme de Marcel Achard. Le film a été un gros succès lors de sa sortie initiale en salles,. 

Il ne subsiste de ce film qu'une copie incomplète retrouvée en 2016 et restaurée en 2018.

## Synopsis
Le capitaine de la péniche La Belle Marinière s'éprend de Marinette qu'il a sauvée de la noyade. Ils se marient et les jours s'écoulent lentement au fil de l'eau. Mais les élans du cœur de la jeune femme pour le ténébreux Sylvestre, un employé à bord du chaland, sont les plus forts. Ils finissent par s'enfuir tous deux pour vivre leur amour. 

## Fiche technique
- Titre : La Belle Marinière
- Réalisation : Harry Lachman
- Scénario : d'après la pièce éponyme de Marcel Achard
- Adaptation et Dialogue : Marcel Achard
- Décors : Henri Ménessier
- Photographie : Rudy Mate
- Musique : Maurice Yvain
- Montage : Jean Delannoy
- Production : Paramount Pictures
- Tournage : Studios de Saint-Maurice
- Format : Noir et blanc - Son mono
- Genre : Drame
- Durée : 80 minutes (55 minutes visibles)
- Date de sortie : 
  - France :  3 décembre 1932
- Affiche : René Péron (France)

## Distribution
- Jean Gabin : le capitaine de la péniche
- Madeleine Renaud : Marinette, la jeune fille
- Rosine Deréan : Mique, la sœur du capitaine
- Pierre Blanchar : Sylvestre, le marinier
- Jean Wall : Valentin
- Hubert Daix : Braquet
- Charles Lorrain

## Film perdu, retrouvé et restauré
La Belle Marinière était considéré comme perdu depuis plus de 80 ans. En 2016, une copie du film est retrouvée. Elle est malheureusement incomplète ; il ne subsiste que 5 bobines sur les 9 que comprenait originellement le film. Quelques photographies et un commentaire inspiré du texte de Marcel Achard comblent désormais le manque des bobines 1, 4, 6 et 7 aujourd'hui disparues. 

Charles Zigman, biographe de l'acteur Jean Gabin, fait des recherches dans les archives de l'Université de Californie à Los Angeles quand il fait tomber une boîte de film portant l'étiquette « Fangs of the living dead », le titre anglais du film d'horreur italo-espagnol Malenka la Vampire. À l'intérieur, il découvre les bobines de La Belle Marinière,.
Le film est restauré grâce à un financement participatif qui lui permet de ressortir en 2018. La commune de Mériel, la Société des Amis du Musée Jean Gabin de Mériel et l’entreprise Armor Lux, célèbre pour ses marinières, se sont unies pour la récolte de fonds initiée par Celluloid Angels. C'est Serge Bromberg de Lobster Films, la société spécialisée dans le sauvetage des films du patrimoine qui a porté le projet.